# 대니엘 콜린스

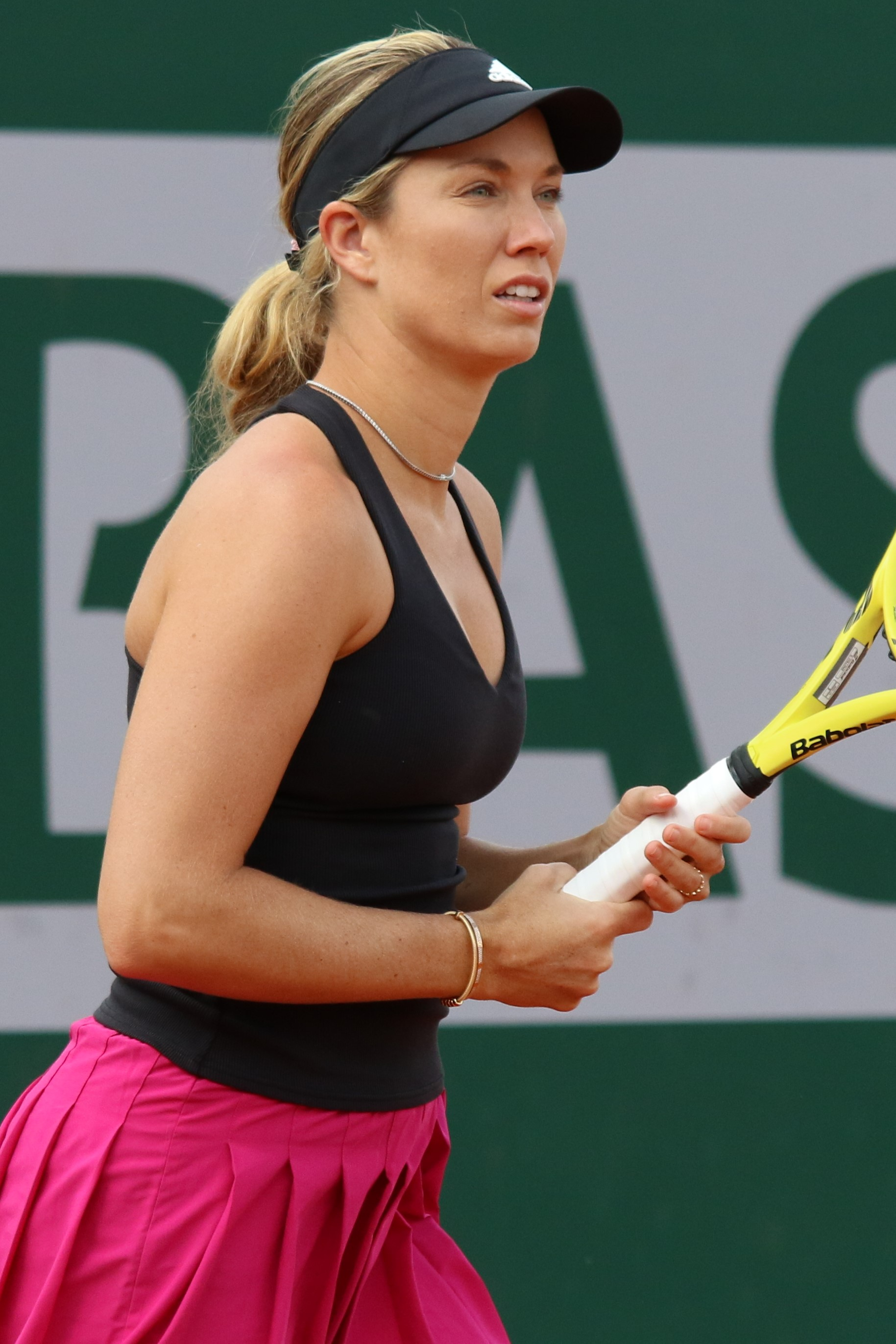

대니엘 콜린스(영어: Danielle Collins, 1993년 12월 13일 ~ )는 미국의 프로 테니스 선수이다. WTA 단식 7위, 복식 79위로 통산 최고 기록을 달성했다. 2022년 호주 오픈에서 메이저 단식 결승에 진출했다. 2024년 마이애미 오픈에서 WTA 1000 타이틀을 포함해 4개의 단식 타이틀과 1개의 복식 타이틀을 획득했다.
콜린스는 버지니아 대학교에서 대학 테니스를 쳤고 2014년과 2016년 2학년과 4학년 동안 NCAA 단식 타이틀을 두 번 획득했다. 버지니아 대학에서 최고의 대학 선수로 경력을 마쳤다. 2018년 마이애미 오픈 예선전에서 준결승에 진출하며 WTA 투어에서 처음 입지를 다진 그녀는 2019년 호주 오픈에서 세계 2위 안젤리크 케르버를 꺾고 준결승에 진출하며 돌파구를 찾았다. 2021년 팔레르모 레이디스 오픈에서 첫 WTA 투어 타이틀을 획득했다.